# Sân bay Antalya
Sân bay Antalya (IATA: AYT, ICAO: LTAI) là một sân bay có cự ly 13 km (8,1 dặm) về phía đông bắc của trung tâm thành phố Antalya, Thổ Nhĩ Kỳ. Sân bay được vận hành trong kỳ nghỉ chính của Thổ Nhĩ Kỳ ở
bờ biển Địa Trung Hải của nước này. Sân bay được xây dựng để phục vụ hàng triệu hành khách đến các bãi biển Địa Trung Hải của Thổ Nhĩ Kỳ vào mùa hè. Nó phục vụ 25 triệu lượt hành khách trong năm 2011, hơn 20 triệu trong số này là khách quốc tế.
Sân bay này có hai nhà ga quốc tế và một nhà ga nội địa. Dựa trên những dự báo từ dữ liệu từ tháng cao điểm (ví dụ như tháng 8 năm 2009), hiện nay có công suất ước tính lên đến 40 triệu lượt/năm. Antalya là một trong những sân bay lớn về phía Tây Nam Thổ Nhĩ Kỳ, những sân bay khác là Bodrum và Dalaman.